# Hystrix sumatrae
Porc-épic de Sumatra
Espèce
Synonymes
- Hystrix lipura[1]
- Thecurus sumatrae Lyon, 1907[1]

Répartition géographique
Statut de conservation UICN

 LC  : Préoccupation mineure
Hystrix sumatrae, communément appelé le Porc-épic de Sumatra, est une espèce de porcs-épics de la famille des Hystricidae et endémique de l'île de Sumatra en Indonésie.

## Systématique
L'espèce Hystrix sumatrae a été initialement décrite en 1907 par le zoologiste et biologiste américain Marcus Ward Lyon (1875–1942) sous le protonyme de Thecurus sumatrae.

## Population
C'est une espèce commune dans son milieu d'origine.

## Menaces
Cette espèce répandue ne subit pas de réelles menaces. Toutefois elle est chassée comme nourriture.